# Bursa
Bursa (grško Προῦσα, prečrkov. Proûsa, latinsko Prusa, osmanskoturško بروسه) je mesto v severozahodni Turčiji in upravno središče province Bursa. Četrto najbolj naseljeno mesto v Turčiji in drugo najbolj naseljeno mesto v regiji Marmara, Bursa je eno od industrijskih središč države. Večina turške avtomobilske proizvodnje je v Bursi.
Od leta 2019 je metropolitanska provinca imela 3.056.120 prebivalcev, od katerih jih je 2.161.990 živelo v treh mestnih mestnih okrožjih (Osmangazi, Yildirim in Nilufer) ter Gursu in Kestel.
Bursa je bila med letoma 1335 in 1363 prva večja in druga glavna prestolnica osmanske države. Mesto se je v osmanskem obdobju imenovalo Hüdavendigar (خداوندگار, kar pomeni "božji dar" v osmanski turščini, ime perzijskega izvora), medtem ko novejši vzdevek je Yeşil Bursa ("Zelena Bursa") glede na parke in vrtove, ki so po mestu, pa tudi na prostrane, raznolike gozdove v okolici. Gora Uludağ, ki je bila v klasični antiki znana kot mizijski Olimp ali drugače bitinski Olimp, se dviga nad mestom in ima znano smučišče. Bursa ima precej urejeno urbano rast in meji na rodovitno nižino. Mavzoleji zgodnjih osmanskih sultanov so v Bursi, glavne znamenitosti mesta pa so številne stavbe, zgrajene v osmanskem obdobju. Bursa ima tudi termalne kopeli, stare osmanske dvorce, palače in več muzejev.
Karagöz in Hacivat iz igre senc temeljita na zgodovinskih osebnostih, ki sta živeli in umrli v Bursi v 14. stoletju.

## Zgodovina
Najzgodnejša znana človeška naselbina v bližini trenutne lokacije Burse je bila pri Ilıpınar Höyüğü okoli 5200 pr. n. št. Sledilo je starogrško mesto Cius, ki ga je Filip V. Makedonski podelil Prusiju I., kralju Bitinije, leta 202 pr. n. št. Kralj Prusij je mesto obnovil po nasvetu generala Hanibala iz Kartagine, ki se je po izgubljeni vojni z Rimsko republiko zatekel k Prusiju in ga preimenoval v Prusa (starogrško Προῦσα; včasih prevedeno kot Prusa). Po 128 letih vladavine Bitinije je Nikomed IV., zadnji kralj Bitinije, leta 74 pr. n. št. celotno kraljestvo zapustil Rimskemu cesarstvu. Zgodnji rimski zaklad je bil najden v bližini Burse v začetku 20. stoletja. Sestavljen je iz ženskih srebrnih toaletnih predmetov in je zdaj v Britanskem muzeju.
Pod bizantinsko vladavino je mesto leta 562 našega štetja postalo garnizijsko mesto, kjer so bile nameščene cesarske straže. Že sredi 6. stoletja je bila Bursa znana kot znano središče proizvodnje svilenih tkanin.
Bursa (iz grškega »Prusa«) je postala prva večja prestolnica zgodnjega Osmanskega cesarstva, potem ko so jo zavzeli Bizantinci leta 1326. Posledično je bilo mesto priča precejšnji urbani rasti, kot so gradnja bolnišnic, karavanserajev in medres v 14. stoletju, s prvo uradno osmansko kovnico, ustanovljeno v mestu. Potem ko so osvojili Odrin (Adrianople) v vzhodni Trakiji, so jo Osmani leta 1363 spremenili v novo glavno mesto, vendar je Bursa ohranila svoj duhovni in trgovski pomen v Osmanskem cesarstvu. Osmanski sultan Bajazid I. je zgradil Bayezid Külliyesi (teološki kompleks Bajazida I.) v Bursi med 1390 in 1395 in Ulu Cami (Velika mošeja) med 1396 in 1400. Potem ko so Bajazida leta 1402 v bitki pri Ankari premagale Timurjeve sile, je slednji vnuk, Mohamed sultan Mirza, dal mesto oropati in požgati. Kljub temu je Bursa ostala najpomembnejše upravno in trgovsko središče cesarstva, dokler Mehmed II. ni osvojil Konstantinopla leta 1453. Leta 1487 je Bursa imela 45.000 prebivalcev.
V osmanskem obdobju je bila Bursa še vedno vir večine kraljevih svilenih izdelkov. Poleg lokalne proizvodnje svile je mesto uvažalo surovo svilo iz Irana in občasno iz Kitajske ter je bilo do 17. stoletja glavno proizvodno središče za kaftane, blazine, vezenine in druge svilene izdelke za osmanske palače. Sistem Devshirme je bil uveden tudi v Bursi in njeni okolici, kjer so se o njem dogovorili oblasti in lokalni prebivalci. Na primer, med dajatvijo 1603–4 so vaščani krščanske vasi Eğerciler v Bursi izjavili, da so odgovorni za oskrbo prestolnice z ovcami, vaški otroci pa so bili zelo potrebni kot pastirji. Trdili so, da so jih oficirji kljub temu, da niso bili dolžni dati v vojsko, nekaj vseeno vzeli in da jih je treba vrniti. Država je resno vzela trditev vaščanov, da zelo potrebuje bodoče pastirje, in z odlokom ukazala vrnitev otrok. Bursa je bila znana tudi po številnih hamamih (kopališčih), zgrajenih med Sulejmanovo vladavino, kot je Yeni Kaplıca. Od leta 1867 do 1922 je bila Bursa glavno mesto vilajeta Hüdavendigâr. Ker je bilo pomembno kulturno in trgovsko središče, so trgovci, med katerimi so bili večinoma Armenci, zelo obogateli. Najvplivnejša študija trgovine s svilo in gospodarske zgodovine Burse je delo osmanista Halila İnalcıka.
Julija 1915 je na tisoče grških pravoslavnih kristjanov poiskalo zatočišče v Bursi, potem ko so bili po ukazih mladoturške vlade prisiljeni zapustiti svoje obalne vasi. To je poslabšalo položaj domorodnih Grkov v Bursi, ki so uspeli preživeti zaradi napadov in bojkotov leta 1914. Kratko prepozno so prišli ukazi o deportaciji za Armence v Bursi. Protestantskim Armencem je bilo sprva prihranjeno izgon, vendar so vaščane, ki so se poskušali upreti, pobili. Večina deportiranih je umrla v tem, kar je postalo znano kot armenski genocid. Kasneje je bilo veliko število Kurdov in Čerkezov, pa tudi Sircev z juga, naseljenih v domovih in mestih deportiranih kristjanov, kar je radikalno spremenilo demografsko sestavo mesta in regije. Po besedah Mustafe Zahita Onerja je grška vojska v zadnjih dneh grško-turške vojne leta 1922 poskušala zažgati središče Burse, vendar so jo ustavili zavezniški poveljniki in so lahko zažgali le železniško postajo skupaj s turškimi civilisti v njej. Kretski topničar Vasilios Moustakis opisuje dogodek z naslednjimi besedami: »Pehota je prišla skozi in zažgala postajo. Videli smo angleškega generala na konju, ki je ukazal pogasiti ogenj, kajti če Bursa zažge, bi bilo v škodo Grčije.«
Po ustanovitvi Turčije leta 1923 je Bursa postala eno od industrijskih središč države. Gospodarskemu razvoju mesta je sledila rast prebivalstva in Bursa je postala 4. najbolj naseljeno mesto v Turčiji.
Mesto je bilo tradicionalno steber privlačnosti in je bilo glavno središče za begunce iz različnih etničnih okolij, ki so se priselili v Anatolijo z Balkana med izgubo osmanskih ozemelj v Evropi med poznim 19. in zgodnjim 20. stoletjem. Zadnji prihod balkanskih Turkov se je zgodil med 1940-imi in 1990-imi, ko je Ljudska republika Bolgarija v Turčijo izgnala približno 150.000 bolgarskih Turkov. Približno ena tretjina od teh 150.000 bolgarskih turških beguncev se je na koncu naselila v Bursi (zlasti v soseski Hürriyet). Z izgradnjo novih industrijskih con v obdobju med 1980 in 2000 je veliko ljudi iz vzhodnih provinc Turčije prišlo in se naselilo v Burso.

## Geografija
Območje, ki ga pokriva Bursa, ustreza 1,41 % površine Turčije, zaradi česar je mesto na 27. mestu v državi glede na površino. Bursa stoji na severozahodnih pobočjih gore Uludağ (v klasični antiki znane kot mizijski Olimp), na bregovih reke Nilüfer, v južni regiji Marmara. Je glavno mesto province Bursa, ki na severu meji na Marmarsko morje in Yalovo; Kocaeli in Sakarya na severovzhodu; Bilecik na vzhodu; ter Kütahya in Balıkesir na jugu.

### Podnebje
Bursa ima sredozemsko podnebje (Köppnova podnebna klasifikacija Csa) in suho vroče poletno subtropsko podnebje (Csa) po klasifikaciji Trewartha. Mesto ima vroča in suha poletja, ki trajajo od junija do septembra. Zime so hladne in vlažne, vsebujejo pa tudi največ padavin. Na tleh je lahko sneg, ki se bo obdržal teden ali dva. Onesnaženost zraka je v Bursi kronična težava.

## Gospodarstvo
Bursa je največje proizvodno središče turške avtomobilske industrije. V mestu že desetletja delujejo tovarne proizvajalcev motornih vozil, kot so Fiat, Renault in Karsan, pa tudi proizvajalci avtomobilskih delov, kot so Bosch, Mako, Valeo, Johnson Controls, Delphi. Enako močni sta tekstilna in živilska industrija, saj so Coca-Cola, Pepsi Cola in druge blagovne znamke pijač ter industrija sveže hrane in konzervirane hrane prisotne v organiziranih industrijskih conah mesta.
Poleg velike avtomobilske industrije Bursa proizvaja tudi precejšnje količine mlečnih izdelkov (Sütaş), predelane hrane (Tat) in pijač (Uludağ).
Tradicionalno je bila Bursa znana kot največje središče trgovine s svilo v Bizantinskem in kasneje Osmanskem cesarstvu v obdobju donosne Svilne ceste. Mesto je še vedno glavno središče za tekstil v Turčiji in je dom mednarodnega tekstilnega in trgovinskega centra Bursa (Bursa Uluslararası Tekstil ve Ticaret Merkezi ali BUTTIM). Bursa je bila znana tudi po rodovitni zemlji in kmetijskih dejavnostih, ki so se v zadnjih desetletjih zmanjšale zaradi močne industrializacije mesta.
Bursa je glavno turistično središče. Eno najbolj priljubljenih smučišč v Turčiji je na gori Uludağ, tik ob samem mestu. Terme v Bursi se v terapevtske namene uporabljajo že od rimskih časov. Poleg kopališč, ki jih upravljajo hoteli, ima univerza Uludağ center za fizikalno terapijo, ki prav tako uporablja termalno vodo.

## Glavne znamenitosti

### Ulu Cami (Velika mošeja)
Ulu Cami je največja mošeja v Bursi in mejnik zgodnje osmanske arhitekture, ki je vključevala številne elemente seldžuške arhitekture.
Po naročilu sultana Bajazida I. je mošejo zasnoval in zgradil arhitekt Ali Neccar v letih 1396–1400. To je velika in pravokotna stavba s skupno dvajsetimi kupolami, ki so razporejene v štirih vrstah po pet in jih podpira 12 stebrov. Domnevno je bilo dvajset kupol zgrajenih namesto dvajsetih ločenih mošej, ki jih je sultan Bajazid I. obljubil za zmago v bitki pri Nikopolisu leta 1396. Mošeja ima dva minareta.
V notranjosti mošeje je 192 monumentalnih stenskih napisov, ki so jih napisali znani kaligrafi tistega obdobja. Obstaja tudi vodnjak (şadırvan), kjer lahko verniki opravijo obredno umivanje pred molitvijo; kupola nad şadırvanom je pokrita s strešnim oknom, ki ustvarja mehko, spokojno svetlobo spodaj; tako igra pomembno vlogo pri osvetlitvi velike stavbe.
Horizontalno prostorna in slabo osvetljena notranjost je zasnovana tako, da daje občutek miru in razmišljanja. Razdelitve prostora, ki jih tvori več kupol in stebrov, ustvarjajo občutek zasebnosti in celo intimnosti. To vzdušje je v nasprotju s kasnejšimi osmanskimi mošejami (glej na primer dela glavnega arhitekta Sulejmana Veličastnega Mimarja Sinana). Bizantinska bazilika Hagija Sofija iz 6. stoletja je imela vedno bolj povišane in velike osrednje kupole, ki ustvarjajo navpični poudarek, ki naj bi bil bolj presenetljiv; da bi prenesli Alahovo božansko moč, veličanstvo osmanskega sultana in vladno avtoriteto osmanske države.

### Zanimivosti
Zanimivi kraji v in okolici Burse so:
- Velika mošeja in külliye
- Mošeja Yeşil in külliye
- Bajazidova mošeja in külliye
- Koza Han je zgodovinski karavanseraj (han)
- Most Irgandı je zgodovinski most iz leta 1442
- Arheološki muzej razstavlja arheološke artefakte, najdene v in okoli province
- Atatürkov muzej je zgodovinski hišni muzej
- Mestni muzej
- Uludağ, starodavni mizijski ali bitinski Olimp je gora z nadmorsko višino 2543 m

## Galerija
- Glavna vrata citadele
- Mošeja Orhan Gazi
- Mošeja Emirja sultana
- Koza Han
- Vhod v Yeşil Cami (Zelena mošeja)
- Governat Bursa
- Uludağ
- Kip Atatürka v Bursi